# Chuột nhắt thí nghiệm
Bài này viết về chuột nhắt sử dụng trong khoa học (laboratory mouse). Về cách dùng khác, xem chuột cống thí nghiệm  (laboratory rat).

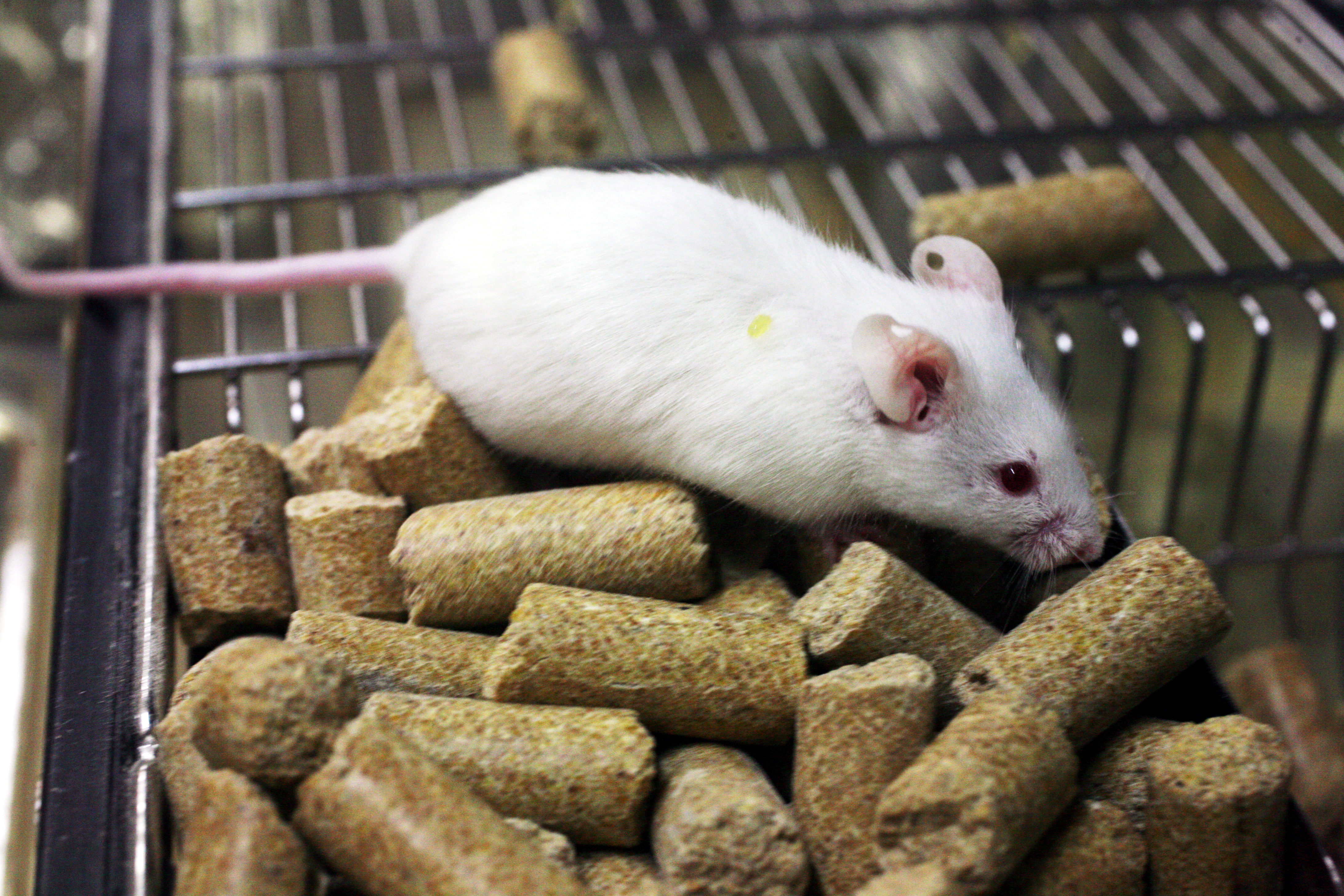
Một con chuột bạch

Chuột nhắt thí nghiệm, là những con chuột nhỏ thuộc Bộ Gặm nhấm, thường từ loài chuột nhắt Mus musculus. Chuột thí nghiệm thông thường, nhưng không phải luôn luôn, có bộ lông màu trắng (thường gọi là chuột bạch) được sử dụng phổ biến trong các thí nghiệm khoa học về các lĩnh vực y học, sinh học, tâm lý học hoặc các lĩnh vực khác. Các nhà nghiên cứu thường dùng chuột để làm thí nghiệm vì chúng dễ nuôi, sinh sản nhanh, vòng đời ngắn và đặc biệt có hệ gene gần giống con người. Thuật ngữ chuột bạch hiểu theo nghĩa rộng còn dùng để chỉ về những cá nhân, tổ chức là nạn nhân của những cuộc thí nghiệm.

## Tổng quan
Với đặc trưng của chuột bạch là tính hiền, được nuôi và nhân đàn một cách dễ dàng và quan trọng hơn là do tính tương đồng cao trong bộ gene của chuột và bộ gene của người nên hiện nay chuột bạch được coi là đối tượng quan trọng cho các nghiên cứu Y sinh học. Y sinh học cũng là lĩnh vực nghiên cứu sử dụng chuột bạch làm mẫu thí nghiệm nhiều nhất. Các gene của chuột bạch được giải mã để làm giàu ngân hàng gene nhưng với mục đích chính là phục vụ cho con người. Chuột bạch còn được dùng để thử tác dụng bảo hộ và tác dụng phụ của vac-xin, thử tác dụng chữa bệnh của thuốc, của các tia xạ, tác dụng và ảnh hưởng của một loại thức ăn.
Chuột thường được dùng để làm thí nghiệm vì chúng có kích thước nhỏ và khá vô hại. Chuột cũng là loài động vật dễ nuôi, không cần nhiều không gian sống, có tốc độ sinh sản nhanh nên dễ nhân giống hàng loạt với giá rẻ. Tuổi thọ của chuột ngắn, chỉ trong một vài năm. Do đó, các nhà khoa học có thể nghiên cứu những thế hệ khác nhau của chúng dễ dàng. Người và chuột có hệ gene giống nhau hơn 90%. Điều này khiến chuột trở thành con vật trung gian thích hợp, giúp các nhà nghiên cứu tìm hiểu cách thức gene người phản ứng với những nhân tố môi trường tương tự. Ngoài yếu tố di truyền, hệ thống sinh học trong cơ thể chuột, chẳng hạn như các bộ phận cơ thể, cũng hoạt động rất giống con người. Một trong những lý do quan trọng nhất là chuột dễ biến đổi gene.